# Наташа Панић
Наташа Панић (Пирот, 14. септембар 1955) српска је књижевница, која ради и живи у Пироту.

## Биографија
Панић живи и ради у Пироту док је њен отац Крста био пореклом из Каменице а мајка из Горњег Криводола. Девојачко презиме јој је Јоцев.

## Дела

### Поезија
Објавила је три збирке песама: Зимзелено свитање (1992), Грана младог месеца (1993) и У срцу сунце (1999).

### Романи
Објавила је доста романа (од којих је неколико преведено и на бугарском језику): Црвена локва (1999), Волети изнова (2004), Размеђа (2005), Паулина (2007), Зора (2010), Упакуј жељу у звезду (2012), На врата среће куцај три пута (2013), Градушка (2013)- писан на дијалекту,  Путоказ (2014), Кад љубав закасни (2017), Кључ доброте (2019), Одрастање једне клинке (2019), Луда жена (2020).

### Проза
Панић пише и кратке приче и издала је неколико својих прозних дела: Топли део неба (1997), Баба се жени или је све тако било (2007), Неко ће сигурно доћи (2011), На славу да ми дојдеш (2013) - на дијалекту, Једна сасвим необична прича (2014), Ходање унатраг (2015), Мутне воде живота (2016), Граница или натам навам покре границу (2017) - на дијалекту.

## Награде и признања
Њен роман Зора је добио прву награду издавачке куће Пи-прес из Пирота 2010. године. Монодрама Ходање унатраг је добилa награду Радио телевизије Војводине и Змајевих дечјих игара из Новог Сада.
Добитница је награде града Пирота за културу 2018. године са медаљом.